# Triviale maat
In de maattheorie, een deelgebied van de wiskunde, is de triviale maat op enige meetbare ruimte (X, Σ) de maat μ die een nulmaat toekent aan elke meetbare verzameling: μ(A) = 0 voor alle A in Σ.

## Eigenschappen van een triviale maat
Laat μ de triviale maat van enige meetbare ruimte (X, Σ) voorstellen.
- Een maat τ is de triviale maat μ dan en slechts dan als τ(X) = 0.
- μ is een invariante maat (en dus een quasi-invariante maat) voor enige meetbare functie f : X → X.

Veronderstel dat X een topologische ruimte is en dat Σ de Borel σ-algebra op X is.
- μ voldoet triviaal aan de voorwaarde dat het een regelmatige maat moet zijn.
- μ is nooit een strikt positieve maat, onafhankelijk van (X, Σ), aangezien elke meetbare verzameling een nulmaat heeft.
- Aangezien μ(X) = 0, is μ altijd een eindige maat en dus een lokaal eindige maat.
- Als X een Hausdorff-ruimte is met zijn Borel σ-algebra, dan voldoet μ triviaal aan de voorwaarde om een strakke maat te zijn. μ is dus een Radon-maat. In feite is μ het hoekpunt van een gepunte kegel van alle niet-negatieve Radon-maten op X.
- Als X een oneindig-dimensionale Banachruimte is met zijn Borel σ-algebra, dan is μ de enige maat op (X, Σ) die lokaal eindig en invariant is onder alle translaties op X. .
- Als X een n-dimensionale Euclidische ruimte Rn is met zijn gebruikelijk σ-algebra en n-dimensionale Lebesgue-maat λn, dan is μ een singuliere maat met betrekking tot λn: deel Rn simpelweg op in A = Rn \ {0} en B = {0} en merk op dat μ(A) = λn(B) = 0.